# HF Olympia
Handbollsföreningen Olympia (HF Olympia) är en fotbollsklubb (tidigare handbollsklubb) från Helsingborg i Skåne län, bildad 1963 genom att KFUM Helsingborgs handbollssektion (bildad 1950) bildade en egen förening. 1971 bildades fotbollssektionen, som fortfarande är aktiv.
Herrlaget i handboll spelade två säsonger i högsta serien, dåvarande allsvenskan, 1977/1978 och 1978/1979. Den sistnämnda säsongen vann HF Olympias Bo Johansson skytteligan med 161 gjorda mål. HF Olympia återfinns på 64:e plats i Handbollsligans maratontabell.
1994 slogs handbollsverksamheten samman med Vikingarnas IF för att bilda Olympic/Viking HK. 2006 bytte klubben namn till OV Helsingborg HK.

## Spelare i urval
- Bengt "Böna" Hansson
- Sven "Pidder" Pettersson
- Magnus Weberg